# Madrid Open 1998
Il Madrid Open 1998 è stato un torneo di tennis giocato sulla terra rossa. È stata la 3ª edizione del torneo, che fa parte della categoria Tier III nell'ambito del WTA Tour 1998. Si è giocato a Madrid in Spagna, dal 18 al 23 maggio 1998.

## Campionesse

### Singolare
Patty Schnyder ha battuto in finale  Dominique Van Roost con il punteggio di 3–6, 6–4, 6–0

### Doppio
Florencia Labat /  Dominique Van Roost hanno battuto in finale  Rachel McQuillan /  Nicole Pratt con il punteggio di 6–3, 6–1